# Lusijana Ajmar
Lusijana Pola Ajmar (šp. Luciana Paula Aymar, Rosario, Argentina, 10. avgusta 1977) je argentinska hokejašica na travi. Igra u veznom redu. Svojim igrama zadobila je poverenje argentinskog izbornika. Jedina je igračica u istoriji koja je osam puta osvojila naslov igračice godine u izboru Međunarodnog hokejaškog saveza i ona se smatra najboljom igračicom hokeja na travi svih vremena.
Poznata je po svom izvrsnom driblingu kojim prolazi protivnice, po čemu su ju upoređivali sa sunarodnjakom Maradonom. Po tom svom driblingu je dobila nadimak La Maga („Čarobnica”), a njene izvrsne igre su je dovele do četiri naslova najbolje hokejašice na travi na svetu, šest više od legendarne igračice Alison Anan.
Francuskog je porekla.

## Lični život
Ajmar je rođena u porodici Rene Ajmara i Nilde Visente de Ajmar. Ona ima 3 brata i sestre: Sintiju Ajmar, Lukasa Ajmara i Fernanda Ajmara. Od 2017, Ajmar je bila u vezi sa bivšim čileanskim profesionalnim teniserom Fernandom Gonzalesom, i imaju dvoje dece: sina Feliksa, rođenog 2019, i ćerku Lupe, rođenu 2021.

## Karijera
Lusijana Ajmar je počela da igrati sa sedam godina u mesnom klubu Fišerton klub u Rosariju, a šest godina kasnije je prešla u Jockey Club de Rosario. Visoka kakvoća njene igre ju je dovela do juniorske reprezentacije, tako da je trenirala s njima, zbog čega je svaki dan putovala u Buenos Ajres. Godine 1997. je bila u sastavu argentinskih izabranih juniorki, koje su pobedile na Panameričkim igrama za juniorke, a godinu kasnije je odigrala svoju prvu utakmicu za „A” reprezentaciju na svetskom kupu, na kojem su Argentinke osvojile 4. mesto.
Ajmar je bila deo naraštaja zlatnog argentinskog ženskog tima, koji je pobedio ili došao do završnice na nekoliko velikih naticanja, počevši od Panameričkih igara 1999, srebra na Olimpijskim igrama u Sidneju 2000, zlata na SP 2002. u Pertu, te trofeju prvakinja.
Godine 2009. je igrala za klub Club de Gimnasia y Esgrima de Buenos Aires (skraćeno G.E.B.A.).

### Učešće na velikim takmičenjima
Učestvovanje je na četiri Olimpijade, 2000. u Sidneju i 2012. u London, na kojima je osvojila srebrnu medalju, 2004. u Atini i 2008. u Pekingu gde je osvojila bronzanu medalju.
Na svetskim kupovima je učestvovala od 1998. Godine 2002. je osvojila u Pertu zlatnu medalju, kao i 2010. u Rosario. Na Trofejima prvakinja učestvuje od 2000, a šest puta je osvojila medalje: zlatnu 2001, 2008, 2009, 2010, 2012, 2014, srebro 2002. u Makau, bronzu 2004. u Rosariju, te srebro 2007. u Kilmesu i srebro 2011. u Amstelvenu.

## Zanimljivosti
Odbila je ponudu od 20 hiljada dolara da se slika za naslovnu stranu argentinskog izdanja Plejboja.

## Naslovi
Naslovi koje je osvojila sa argentinskom izabranom vrstom, i juniorskom i seniorskom i klupski naslovi.
- 1997. - zlatna medalja na juniorskim Panameričkim igrama u Čileu
- 1997. - bronzana medalja na juniorskom svetskom kupu održanom u Južnoj Koreji.
- 1998. - Evropsko klupsko prvenstvo, igrajući za nemački klub Rot Weiss Köln
- 1999. - zlatna medalja na Panameričkim igrama održanim u kanadskom Vinipegu
- 2000. - srebrna medalja na Olimpijskim igrama u Sidneju
- 2001. - zlatna medalja na Panameričkom kupu u Jamajci
- 2001. - zlatna medalja na Trofeju prvakinja održanom u holandkom Amstelvenu
- 2002. - srebrna medalja na Trofeju prvakinja u kineskom Makauu
- 2002. - zlatna medalja na svetskom kupu u australskom Pertu
- 2003. - zlatna madalja na Panameričkim igrama u Santo Domingu u Dominikanskoj Republici
- 2004. - zlatna medalja na Panameričkom kupu u Barbados
- 2004. - bronzana medalja na Olimpijskim igrama u Atini
- 2004. - bronzana medalja na Trofeju prvakinja u argentinskom Rosariju
- 2006. - bronzana medalja na svetskom kupu u Madridu
- 2007. - srebrna medalja na Trofeju prvakinja u argentinskom Kilmesu
- 2007. - zlatna medalja na Panameričkim igrama održanim u brazilskom Rio de |eneiru
- 2008. - bronzana medalja na Olimpijskim igrama u Pekingu
- 2008. - zlatna medalja na Trofeju prvakinja u nemačkom Menhengladbahu
- 2009. - zlatna medalja na Trofeju prvakinja u australskom Sidneju
- 2010. - zlatna medalja na svetskom kupu u argentinskom Rosariu
- 2010. - zlatna medalja na Trofeju prvakinja u Notingemu
- 2011. - srebrna medalja na Panameričkim igrama održanim u Gvadalahari
- 2011. - srebrna medalja na Trofeju prvakinja u holandskom Amstelvenu
- 2012. - zlatna medalja na Trofeju prvakinja u argentinskom Rosariou
- 2012. - srebrna medalja na Olimpijskim igrama u Londonu
- 2013. - zlatna medalja na Panameričkom kupu u Argentini
- 2014. - bronzana medalja na svetskom kupu u Hagu
- 2014. - zlatna medalja na Trofeju prvakinja u argentinskoj Mendozi

## Nagrade i priznanja
- 2000. - najbolja igračica na turniru Trofeja prvakinja
- 2001. - igračica godine po izboru FIH-a
- 2001. - najbolja igračica na turniru Trofeja prvakinja
- 2003. - najbolja igračica na turniru Trofeja prvakinja
- 2004. - najbolja igračica na turniru Trofeja prvakinja
- 2004. - igračica godine po izboru FIH-a
- 2005. - igračica godine po izboru FIH-a
- 2005. - najbolja igračica na turniru Trofeja prvakinja
- 2007. - igračica godine po izboru FIH-a
- 2008. - najbolja igračica na turniru Trofeja prvakinja
- 2008. - igračica godine po izboru FIH-a
- 2009. - igračica godine po izboru FIH-a
- 2010. - igračica godine po izboru FIH-a
- 2010. - najbolja igračica na turniru Trofeja prvakinja
- 2012. - najbolja igračica na turniru Trofeja prvakinja
- 2013. - igračica godine po izboru FIH-a
- 2014. - najbolja igračica na turniru Trofeja prvakinja

### Internacionalno
Argentina junior
- Panameričke igre: Zlatna medalja (1997)
- Juniorski svetski kup: Bronzana maedalja (1997)

Argentina
- Panameričke igre: zlatna medalja (1999, 2003, 2007), srebrna medalja (2011)
- Letnje olimpijade: srebrna medalja (2000, 2012), bronzana medalja (2004, 2008).
- Šampionski trofej: zlatna medalja (2001, 2008, 2009, 2010, 2012, 2014), srebrna medalja (2002, 2007, 2011), bronzana medalja (2004)
- Svetski kup: zlatna medalja (2002, 2010), bronzana medalja (2006, 2014)

### Klubski
- Evropski klubski šampionat: 1998

- : 2004

- Nacionalna liga: 2008, 2009
- Metropolitanski turnir: 2008, 2009

### Individualno
- Igrač Šampionskog trofej: 2000, 2001, 2003, 2004, 2005, 2008, 2010, 2012, 2014
- FIH igrač godine: 2001, 2004, 2005, 2007, 2008, 2009, 2010, 2013
- Igrač Svetskog kupa: 2002, 2010